# 1972年カナダグランプリ
1972年カナダグランプリ (英: 1972 Canadian Grand Prix) は、1972年のF1世界選手権第11戦として、1972年9月24日にモスポート・パークで開催された。
レースは80周で行われ、5番手からスタートしたティレルのジャッキー・スチュワートが優勝した。マクラーレンのピーター・レブソンが2位、チームメイトのデニス・ハルムが3位となった。

## 背景
モントランブラン・サーキットは地元のレース当局との紛争により閉鎖されたため、モスポート・パークがカナダグランプリの唯一の主催者となった。サーキットは最新のレーシング基準を満たすようにアップグレードされた。
ロータスは翌年からロニー・ピーターソンの起用を発表した。この年ル・マン24時間レースを制したマトラだったが、F1ではこの年11点しか獲得できず不振が続き、世界メーカー選手権に集中するためこの年限りでF1からの撤退を決めた。

## エントリー
ロータスは無得点のデビッド・ウォーカーに代わり、前年のナンバー2であったレイネ・ウィセルがBRMから復帰した。
ウィセルが抜けたBRMは地元出身のビル・ブラックがスポット参戦し、エースのジャン＝ピエール・ベルトワーズとともにP180をドライブする。ピーター・ゲシンとハウデン・ガンレイは従来型のP160Cをドライブする。
ティレルはフランソワ・セベールに新車006を用意した。タイプ名は異なるが、エースのジャッキー・スチュワートが使用している005と同型である。
サーティースはマイク・ヘイルウッドが同日に行われるヨーロッパF2選手権のチャンピオン争いのためアルビグランプリ（アルビ・サーキット）に参加することを優先し、オーナーのジョン・サーティースも新車TS14の走行を諦めたため、ティム・シェンケンとアンドレア・デ・アダミッチの2台のみ参加した。
テクノはデレック・ベルのみ、本年の残り2戦を走ることになった。
スキップ・バーバーはジーン・メイソン・レーシングからマーチ・711で北米ラウンドの2戦にスポット参戦する。

### エントリーリスト
| チーム                                             | No. | ドライバー                     | コンストラクター | シャシー | エンジン                         | タイヤ |
| -------------------------------------------------- | --- | ------------------------------ | ---------------- | -------- | -------------------------------- | ------ |
| エルフ・チーム・ティレル                           | 1   | ジャッキー・スチュワート       | ティレル         | 005      | フォード・コスワース DFV 3.0L V8 | G      |
| エルフ・チーム・ティレル                           | 2   | フランソワ・セベール           | ティレル         | 006      | フォード・コスワース DFV 3.0L V8 | G      |
| エキップ・マトラ・スポール                         | 4   | クリス・エイモン               | マトラ           | MS120D   | マトラ MS72 3.0L V12             | G      |
| ジョン・プレイヤー・チーム・ロータス               | 5   | エマーソン・フィッティパルディ | ロータス         | 72D      | フォード・コスワース DFV 3.0L V8 | F      |
| ジョン・プレイヤー・チーム・ロータス               | 6   | レイネ・ウィセル               | ロータス         | 72D      | フォード・コスワース DFV 3.0L V8 | F      |
| モーターレーシング・ディベロップメンツ・リミテッド | 7   | グラハム・ヒル                 | ブラバム         | BT37     | フォード・コスワース DFV 3.0L V8 | G      |
| モーターレーシング・ディベロップメンツ・リミテッド | 8   | カルロス・ロイテマン           | ブラバム         | BT37     | フォード・コスワース DFV 3.0L V8 | G      |
| モーターレーシング・ディベロップメンツ・リミテッド | 9   | ウィルソン・フィッティパルディ | ブラバム         | BT34     | フォード・コスワース DFV 3.0L V8 | G      |
| スクーデリア・フェラーリ SpA SEFAC                 | 10  | ジャッキー・イクス             | フェラーリ       | 312B2    | フェラーリ 001/1 3.0L F12        | F      |
| スクーデリア・フェラーリ SpA SEFAC                 | 11  | クレイ・レガツォーニ           | フェラーリ       | 312B2    | フェラーリ 001/1 3.0L F12        | F      |
| スクーデリア・フェラーリ SpA SEFAC                 | 12  | アルトゥーロ・メルツァリオ 1   | フェラーリ       | 312B2    | フェラーリ 001/1 3.0L F12        | F      |
| マールボロ・BRM                                    | 14  | ジャン＝ピエール・ベルトワーズ | BRM              | P180     | BRM P142 3.0L V12                | F      |
| マールボロ・BRM                                    | 17  | ビル・ブラック                 | BRM              | P180     | BRM P142 3.0L V12                | F      |
| マールボロ・BRM                                    | 15  | ハウデン・ガンレイ             | BRM              | P160C    | BRM P142 3.0L V12                | F      |
| マールボロ・BRM                                    | 16  | ピーター・ゲシン               | BRM              | P160C    | BRM P142 3.0L V12                | F      |
| ヤードレー・チーム・マクラーレン                   | 18  | デニス・ハルム                 | マクラーレン     | M19C     | フォード・コスワース DFV 3.0L V8 | G      |
| ヤードレー・チーム・マクラーレン                   | 19  | ピーター・レブソン             | マクラーレン     | M19C     | フォード・コスワース DFV 3.0L V8 | G      |
| ヤードレー・チーム・マクラーレン                   | 20  | ジョディー・シェクター 1       | マクラーレン     | M19A     | フォード・コスワース DFV 3.0L V8 | G      |
| ブルックボンド・オクソ・チーム・サーティース       | 21  | マイク・ヘイルウッド 2         | サーティース     | TS9B     | フォード・コスワース DFV 3.0L V8 | F      |
| チーム・サーティース                               | 22  | ティム・シェンケン             | サーティース     | TS9B     | フォード・コスワース DFV 3.0L V8 | F      |
| チーム・サーティース                               | 24  | ジョン・サーティース 1         | サーティース     | TS14     | フォード・コスワース DFV 3.0L V8 | F      |
| チェラミカ・パニョッシン・チーム・サーティース     | 23  | アンドレア・デ・アダミッチ     | サーティース     | TS9B     | フォード・コスワース DFV 3.0L V8 | F      |
| STP・マーチ・レーシングチーム                      | 25  | ロニー・ピーターソン           | マーチ           | 721G     | フォード・コスワース DFV 3.0L V8 | G      |
| STP・マーチ・レーシングチーム                      | 26  | ニキ・ラウダ                   | マーチ           | 721G     | フォード・コスワース DFV 3.0L V8 | G      |
| クラーク＝モーダウント＝ガスリー・レーシング       | 27  | マイク・ボイトラー             | マーチ           | 721G     | フォード・コスワース DFV 3.0L V8 | F      |
| チーム・ウィリアムズ・モチュール                   | 28  | アンリ・ペスカロロ             | マーチ           | 721      | フォード・コスワース DFV 3.0L V8 | G      |
| チーム・ウィリアムズ・モチュール                   | 29  | カルロス・パーチェ             | マーチ           | 711      | フォード・コスワース DFV 3.0L V8 | G      |
| マルティーニ・レーシングチーム                     | 31  | デレック・ベル                 | テクノ           | PA123/3  | テクノ シリーズP 3.0L F12        | F      |
| マルティーニ・レーシングチーム                     | 32  | ナンニ・ギャリ 3               | テクノ           | PA123/3  | フォード・コスワース DFV 3.0L V8 | F      |
| ジーン・メイソン・レーシング                       | 33  | スキップ・バーバー             | マーチ           | 711      | フォード・コスワース DFV 3.0L V8 | F      |
| ソース:                                            |     |                                |                  |          |                                  |        |

追記
- ^1 - エントリーのみ[9]
- ^2 - ヘイルウッドは他のレースに出場するため欠場[9]
- ^3 - ギャリはマシンが準備できず欠場[9]

## 予選
マクラーレンはCan-Amで得られたサーキットの知識と経験によって優位に立ち、ピーター・レブソンが初のポールポジションを獲得し、デニス・ハルムも2番手に続いた。マクラーレン勢とともにフロントローを得たのはマーチのロニー・ピーターソンであった。初のドライバーズチャンピオンとなったエマーソン・フィッティパルディは前年度王者のジャッキー・スチュワートとともに2列目に並び、3列目はフランソワ・セベールとフェラーリ勢（クレイ・レガツォーニとジャッキー・イクス）が、4列目はカルロス・ロイテマンとクリス・エイモンが並ぶ。BRM・P180を駆るジャン＝ピエール・ベルトワーズとビル・ブラックは後方に沈んだ。

### 予選結果
| 順位    | No. | ドライバー                     | コンストラクター      | タイム | 差   | グリッド |
| ------- | --- | ------------------------------ | --------------------- | ------ | ---- | -------- |
| 1       | 19  | ピーター・レブソン             | マクラーレン-フォード | 1:13.6 | -    | 1        |
| 2       | 18  | デニス・ハルム                 | マクラーレン-フォード | 1:13.9 | +0.3 | 2        |
| 3       | 25  | ロニー・ピーターソン           | マーチ-フォード       | 1:14.0 | +0.4 | 3        |
| 4       | 5   | エマーソン・フィッティパルディ | ロータス-フォード     | 1:14.4 | +0.8 | 4        |
| 5       | 1   | ジャッキー・スチュワート       | ティレル-フォード     | 1:14.4 | +0.8 | 5        |
| 6       | 2   | フランソワ・セベール           | ティレル-フォード     | 1:14.5 | +0.9 | 6        |
| 7       | 11  | クレイ・レガツォーニ           | フェラーリ            | 1:14.5 | +0.9 | 7        |
| 8       | 10  | ジャッキー・イクス             | フェラーリ            | 1:14.7 | +1.1 | 8        |
| 9       | 8   | カルロス・ロイテマン           | ブラバム-フォード     | 1:14.9 | +1.3 | 9        |
| 10      | 4   | クリス・エイモン               | マトラ                | 1:15.4 | +1.8 | 10       |
| 11      | 9   | ウィルソン・フィッティパルディ | ブラバム-フォード     | 1:15.6 | +2.0 | 11       |
| 12      | 16  | ピーター・ゲシン               | BRM                   | 1:15.7 | +2.1 | 12       |
| 13      | 22  | ティム・シェンケン             | サーティース-フォード | 1:15.7 | +2.1 | 13       |
| 14      | 15  | ハウデン・ガンレイ             | BRM                   | 1:15.7 | +2.1 | 14       |
| 15      | 23  | アンドレア・デ・アダミッチ     | サーティース-フォード | 1:15.9 | +2.3 | 15       |
| 16      | 6   | レイネ・ウィセル               | ロータス-フォード     | 1:16.0 | +2.4 | 16       |
| 17      | 7   | グラハム・ヒル                 | ブラバム-フォード     | 1:16.2 | +2.6 | 17       |
| 18      | 29  | カルロス・パーチェ             | マーチ-フォード       | 1:16.4 | +2.8 | 18       |
| 19      | 26  | ニキ・ラウダ                   | マーチ-フォード       | 1:16.8 | +3.2 | 19       |
| 20      | 14  | ジャン＝ピエール・ベルトワーズ | BRM                   | 1:16.8 | +3.2 | 20       |
| 21      | 28  | アンリ・ペスカロロ             | マーチ-フォード       | 1:17.0 | +3.4 | 21       |
| 22      | 33  | スキップ・バーバー             | マーチ-フォード       | 1:17.1 | +3.5 | 22       |
| 23      | 17  | ビル・ブラック                 | BRM                   | 1:17.9 | +4.3 | 23       |
| 24      | 27  | マイク・ボイトラー             | マーチ-フォード       | 1:18.4 | +4.8 | 24       |
| 25      | 31  | デレック・ベル                 | テクノ                | 1:18.6 | +5.0 | 25       |
| ソース: |     |                                |                       |        |      |          |

## 決勝
レース当日は朝から濃霧に覆われたため、フォーミュラ・フォードなどのサポートレースがキャンセルされた。本来レースが開始される予定であった14時半には霧がわずかに晴れ、主催者は各車に対し2-3周試走させた。最初にコースインしたジャッキー・スチュワートはこのコンディションではレースは不可能だと報告したが、エマーソン・フィッティパルディがコースインすると奇跡的に霧が晴れ始めた。周回を終えたE.フィッティパルディは、レースは安全だと思っていると語った。湿った路面が乾きだし、15分ほどのウォームアップ走行が行われたが、デレック・ベルがコースアウトしてフロントサスペンションが曲がってしまったため、決勝に出走できなくなった。
レースは16時に開始された。ロニー・ピーターソンとスチュワートが好スタートを切って1-2位に浮上する一方、デニス・ハルムは中盤まで後退した。
首位に立ったピーターソンだったが、4周目にミスを犯してスチュワートの先行を許してしまった。その後方でジャッキー・イクスがピーター・レブソンを抜いたが、イクスのフェラーリエンジンのパワーが落ち始めていたこともあり、レブソンはイクスを抜き返した。その後、イクスはE.フィッティパルディとクレイ・レガツォーニにも抜かされた。さらに、ファイアストンタイヤ勢はグッドイヤータイヤ勢に比べ、涼しい気候に苦しんでいた。
順位に大きな変動がないまま迎えた54周目、ピーターソンがグラハム・ヒルを周回遅れにしようとしたが両者は接触し、ピーターソンのステアリングが曲がってしまった。ピーターソンはマシンをピット出口に止め、メカニックによってガレージに押し戻されて修理が行われた。修理を終えてピーターソンはコースに復帰したが、ピットレーンの逆走により黒旗が出されて失格となった。なお、チームメイトのニキ・ラウダも、コース内でメカニックによるマシンの修理を行ったため失格となっている。
ピーターソンの失格により、レブソンとE.フィッティパルディが2位を争ったが、E.フィッティパルディのフロントノーズフィンが脱落してしまう。57周目にレガツォーニに抜かれた後、修理のためにピットインするが、ロータス陣営はノーズセクション全体を交換するか、フィンだけを交換するかで混乱した。レガツォーニは周回遅れのスキップ・バーバーに引っかかってスピンを喫し、カルロス・ロイテマンとハルムに抜かれていった。ロイテマンはレース終盤に燃料を使い果たし、ハルムが3位、ロイテマンが4位でフィニッシュした。
スチュワートは新車ティレル・005に初勝利を、フォード・コスワース・DFVエンジンに通算50勝目をもたらし、初の2位となったレブソンと3戦連続で3位となったハルムのマクラーレン勢が表彰台に立った。ロイテマンは表彰台を逃したものの初のポイントを獲得し、レガツォーニが5位、クリス・エイモンが6位に入賞した。なお、レガツォーニ以外は全てグッドイヤー勢による入賞であった。最終戦を前に、ドライバーズランキングの2位争いはスチュワート（36点）とハルム（35点）の2人に絞られ、コンストラクターズランキングの2位争いもマクラーレン（45点）とティレル（42点）の2つに絞られた。

### レース結果
| 順位    | No. | ドライバー                     | コンストラクター      | 周回数 | タイム/リタイア原因                | グリッド | ポイント |
| ------- | --- | ------------------------------ | --------------------- | ------ | ---------------------------------- | -------- | -------- |
| 1       | 1   | ジャッキー・スチュワート       | ティレル-フォード     | 80     | 1:43:16.9                          | 5        | 9        |
| 2       | 19  | ピーター・レブソン             | マクラーレン-フォード | 80     | +48.2                              | 1        | 6        |
| 3       | 18  | デニス・ハルム                 | マクラーレン-フォード | 80     | +54.6                              | 2        | 4        |
| 4       | 8   | カルロス・ロイテマン           | ブラバム-フォード     | 80     | +1:00.7                            | 9        | 3        |
| 5       | 11  | クレイ・レガツォーニ           | フェラーリ            | 80     | +1:07.0                            | 7        | 2        |
| 6       | 4   | クリス・エイモン               | マトラ                | 79     | +1 Lap                             | 10       | 1        |
| 7       | 22  | ティム・シェンケン             | サーティース-フォード | 79     | +1 Lap                             | 13       |          |
| 8       | 7   | グラハム・ヒル                 | ブラバム-フォード     | 79     | +1 Lap                             | 17       |          |
| 9       | 29  | カルロス・パーチェ             | マーチ-フォード       | 78     | 燃料切れ                           | 18       |          |
| 10      | 15  | ハウデン・ガンレイ             | BRM                   | 78     | +2 Laps                            | 14       |          |
| 11      | 5   | エマーソン・フィッティパルディ | ロータス-フォード     | 78     | +2 Laps                            | 4        |          |
| 12      | 10  | ジャッキー・イクス             | フェラーリ            | 76     | +4 Laps                            | 8        |          |
| 13      | 28  | アンリ・ペスカロロ             | マーチ-フォード       | 73     | +7 Laps                            | 21       |          |
| Ret     | 6   | レイネ・ウィセル               | ロータス-フォード     | 65     | エンジン                           | 16       |          |
| DSQ     | 26  | ニキ・ラウダ                   | マーチ-フォード       | 64     | 失格（コース上でメカニックが修理） | 19       |          |
| DSQ     | 25  | ロニー・ピーターソン           | マーチ-フォード       | 61     | 失格（不正ピットイン）             | 3        |          |
| NC      | 27  | マイク・ボイトラー             | マーチ-フォード       | 59     | 規定周回数不足                     | 24       |          |
| Ret     | 2   | フランソワ・セベール           | ティレル-フォード     | 51     | ギアボックス                       | 6        |          |
| Ret     | 16  | ピーター・ゲシン               | BRM                   | 25     | サスペンション                     | 12       |          |
| NC      | 33  | スキップ・バーバー             | マーチ-フォード       | 24     | 規定周回数不足                     | 22       |          |
| Ret     | 14  | ジャン＝ピエール・ベルトワーズ | BRM                   | 21     | オイル漏れ                         | 20       |          |
| Ret     | 17  | ビル・ブラック                 | BRM                   | 20     | スピンオフ                         | 23       |          |
| Ret     | 9   | ウィルソン・フィッティパルディ | ブラバム-フォード     | 5      | ギアボックス                       | 11       |          |
| Ret     | 23  | アンドレア・デ・アダミッチ     | サーティース-フォード | 2      | ギアボックス                       | 15       |          |
| DNS     | 31  | デレック・ベル                 | テクノ                |        | アクシデント                       | 25       |          |
| ソース: |     |                                |                       |        |                                    |          |          |

優勝者ジャッキー・スチュワートの平均速度
183.901 km/h (114.271 mph)
ファステストラップ
- ジャッキー・スチュワート - 1:15.7 (25周目)

ラップリーダー
太字は最多ラップリーダー
- ロニー・ピーターソン - 3周 (1-3)
- ジャッキー・スチュワート - 77周 (4-80)

達成された主な記録
- ドライバー
  - 初ポールポジション: ピーター・レブソン - かつ唯一のポールポジション
  - 初入賞: カルロス・ロイテマン[16]
  - 最終出走: ビル・ブラック（英語版）[17]
- コンストラクター
  - 通算10勝: ティレル
  - 初ポールポジション: マクラーレン
  - 最終入賞: マトラ[18]
- エンジン
  - 通算50勝: フォード・コスワース

## 第11戦終了時点のランキング
|         | 順位 | ドライバー                     | ポイント |
| ------- | ---- | ------------------------------ | -------- |
|         | 1    | エマーソン・フィッティパルディ | 61       |
| 1       | 2    | ジャッキー・スチュワート       | 36       |
| 1       | 3    | デニス・ハルム                 | 35       |
|         | 4    | ジャッキー・イクス             | 25       |
|         | 5    | ピーター・レブソン             | 23       |
| ソース: |      |                                |          |

|         | 順位 | コンストラクター      | ポイント |
| ------- | ---- | --------------------- | -------- |
|         | 1    | ロータス-フォード     | 61       |
|         | 2    | マクラーレン-フォード | 45       |
|         | 3    | ティレル-フォード     | 42       |
|         | 4    | フェラーリ            | 31       |
|         | 5    | サーティース-フォード | 18       |
| ソース: |      |                       |          |

- 注:  トップ5のみ表示。前半6戦のうちベスト5戦及び後半6戦のうちベスト5戦がカウントされる。